# Joseph Defrecheux
Joseph Defrecheux, né le 16 avril 1853 à Liège où il meurt le 9 mars 1921 , est un bibliothécaire et écrivain wallon.

## Biographie
Il est le deuxième fils du poète wallon Nicolas Defrecheux. Après avoir obtenu le diplôme de candidat en philosophie et en lettres, il travaille à l'administration communale de Liège. En 1875, il est nommé aide-bibliothécaire à l'université de Liège, où il effectue ensuite toute sa carrière, devenant sous-bibliothécaire en 1902 et bibliothécaire en 1920.
En 1887, il est élu à la Société liégeoise de littérature wallonne, dont il devient l'archiviste-bibliothécaire en 1891 et le vice-président en 1907. En 1889, il fonde avec Auguste Gittée, Eugène Monseur et Maurice Wilmotte la Société du folklore wallon. En 1893, il crée avec Oscar Colson et Georges Willame la revue Wallonia, un « recueil mensuel de littérature orale, croyances et usages traditionnels ».
Atteint de paralysie, il meurt le 9 mars 1921.

## Ouvrages
Collaborateur actif aux publications de la Société liégeoise de littérature wallonne, à la Bibliographie nationale et à la Biographie nationale, il établit en 1887 une bibliographie de dialectologie wallonne pour la Revue des patois gallo-romans. Il développe ensuite ces travaux sous le nom de « bibliographie wallonne » pour le Journal pour la philologie romane.
Il est également l'auteur d'une œuvre abondante sur le folklore wallon : en 1886, la Société de langue et de littérature wallonnes couronne son Recueil des comparaisons populaires wallonnes. Deux ans plus tard, il publie une anthologie sous le titre Enfantines liégeoises, ainsi que le Vocabulaire des noms wallons d'animaux, qui connaît des rééditions en 1890 et 1893. Avec Nicolas Lequarré et Eugène Duchesne, il établit en 1889 les textes du Recueil d'airs de cramignons et de chansons populaires à Liège. En 1890 paraît Les Prénoms liégeois et leurs diminutifs, écrit avec Léopold Chaumont. Il collabore également avec Joseph Dejardin pour sa deuxième édition du Dictionnaire des spots ou proverbes wallons.